# جون إريكسن
جون إريكسن (بالدنماركية: John Eriksen)‏، من مواليد 20 نوفمبر 1957، وتوفي في 12 فبراير 2002، لاعب كرة قدم دنماركي سابق.
لعب مع منتخب الدنمارك لكرة القدم.

## روابط خارجية
- جون إريكسن على موقع الاتحاد الدولي (مؤرشف)  (الإنجليزية)
- جون إريكسن على موقع قاعدة بيانات كرة القدم.إي يو (الإنجليزية)
- جون إريكسن على موقع ناشيونال فوتبول تيمز (الإنجليزية)